# Maria Fitzen-Wohnsiedler
Maria Fitzen-Wohnsiedler (* 31. Juli 1908 in Heilbronn; † 9. Januar 1989 in Vico Equense, Kampanien, Italien) war eine deutsche Keramikerin, Grafikerin, Malerin und Schriftstellerin.

## Leben

### Kindheit und Jugend
Maria wurde am 31. Juli 1908 als einzige Tochter der Eheleute Wohnsiedler in der Staufenbergstraße Nr. 1 in Heilbronn geboren. Die Eltern stammten von Kleinbauern ab. Diese kamen ursprünglich aus Hohenlohe und siedelten um die Jahrhundertwende nach Heilbronn über. 1907 erhielt der Vater das Heilbronner Bürgerrecht und arbeitete als Bierkutscher.
1915 war sie zunächst Schülerin an der Rosenauschule. 1917 erhielt sie ein Stipendium und konnte daraufhin die neunklassige Mädchenmittelschule im Hafenmarkt besuchen. Sie absolvierte zunächst eine zweijährige Ausbildung zur Kontoristin bei dem Lebensmittelhersteller Knorr. Seit 1926 nahm sie Fernunterricht und studierte autodidaktisch 700 Aufgaben rund um Perspektive, Körperproportion und Ornamentik. In den Jahren 1927 bis 1934 erstellte sie Gebrauchsgrafiken für Unternehmen wie die Schuhfabrik Wolko, die Deutschen Linoleumwerke und Bleyle. Sie heiratete 1931 den Typografen Peter Fitzen. 1935 gewann sie den ersten Preis im Plakatwettbewerb Schwäbisches Schaffen.

### Beruflicher Werdegang
Ab November 1934 bildete sie sich in einer Töpferwerkstätte in Besigheim unter dem dortigen Meister Hermann Hoyle zur Keramikerin weiter. Die Arbeit mit Ton brachte sie ab 1939 auch bei ihrem Einsatz als Rot-Kreuz-Schwester MAWO in die Töpferei im Reserve-Lazarett in der Heilbronner Jägerhausstraße ein. Nach anfänglichem Zögern gab diese Therapieform vielen Kriegsversehrten neuen Lebensmut. Ein Armverletzter äußerte sich zur Therapiemaßnahme mit Knet und Ton: „Jedes gelungene Werk war Ermutigung, dass man auch mit nur einer Hand, sogar nur mit wenigen Fingern viele Dinge machen kann, die man nicht für möglich gehalten hat.“ Die Ergebnisse der therapeutischen Töpferarbeit hat Fitzen-Wohnsiedler in Wort und Bild dokumentiert. Ihr Manuskript Kleingeld aus dem Lazarett wurde vom Rotkreuzpräsidium in Berlin als kleines Buch gedruckt, die Auflage fiel dann aber einem Bombenangriff auf Berlin zum Opfer. Kurz darauf wurde sie vom Rotkreuzpräsidium beauftragt, ein Manuskript für einen abendfüllenden Film zu erstellen. Gegenstand des Films sollte die menschliche Seite der Kriegsversehrten und ihr schöpferisches Arbeiten mit Ton sein. Das Propagandaministerium legte jedoch dagegen ein Veto ein. Zitat: „Das Manuskript verstößt gegen das Führerprinzip, es wird darin behauptet, der Einzelne wisse selbst, was er zu tun habe.“
1945 eröffnete sie eine Keramikwerkstatt in Heilbronn, in der sie u. a. Hochzeitsteller, Familienwappen, Kachelofenteil, Bauelemente und Gartenfiguren erstellte. 1956 konnte sie ihre inzwischen sehr erfolgreiche Werkstätte baulich erweitern. Ab 1959 war sie Mitglied im Künstlerbund Heilbronn. Nachdem ihr Mann 1962 verstorben war, schloss sie Ende 1963 ihre keramische Werkstatt, um sich danach vorrangig der autodidaktisch erlernten Malerei zu widmen. 1965 übergab sie ihre Keramiksammlung dem Historischen Museum Heilbronn und zog nach Süditalien. Trotz des Wohnortwechsels, der u. a. auch mit ihrer Unzufriedenheit über die Nachkriegs-Entwicklung in Heilbronn zu tun hatte, blieb sie ihrer Heimatstadt mit zahlreichen Ausstellungen verbunden. Von 1970 an trat sie auch als Autorin von Gedichtbänden und Kurzgeschichten in Erscheinung.

## Werke (Auswahl)
Planungen für einen Ausstellungspavillon im Heilbronner Harmoniegarten (1948)
Seit 1946 war Fitzen-Wohnsiedler Mitglied der Heilbronner Künstlergilde, für die sie einen „ephemeren Ausstellungspavillon“ im Harmoniegarten plante. Als Ort für den Ausstellungspavillon war der Platz des ehemaligen Kunstvereins an der Ecke Allee/Moltkestraße geplant, wobei der Pavillon eine quadratische Grundfläche (4,3 × 4,3 m) erhalten sollte. Der Raum sollte diagonal unterteilt werden und das Gebäude ein ziegelgedecktes Walmdach erhalten. Große Schaufenster sollten an der Vorder- und Südseite des Gebäudes entstehen. Der Bauplan und 20 Quadratmeter Baufläche an der Ecke Allee/Moltkestraße wurden von der örtlichen Kommunalverwaltung genehmigt.
Wandbrunnen im Elly-Heuss-Knapp-Gymnasium in Heilbronn (1952)
1952 gewann sie einen Wettbewerb um den Wandbrunnen im Elly-Heuss-Knapp-Gymnasium (heute: Mönchsee-Gymnasium). Hier kam zum ersten Mal eine Kombination von Keramik und Marmorgestein zum Einsatz. Ein Steinmosaik für den Wandbrunnen wurde in der Eingangshalle 1954 geschaffen.
Skulptur Brunnen-Büble (1952)

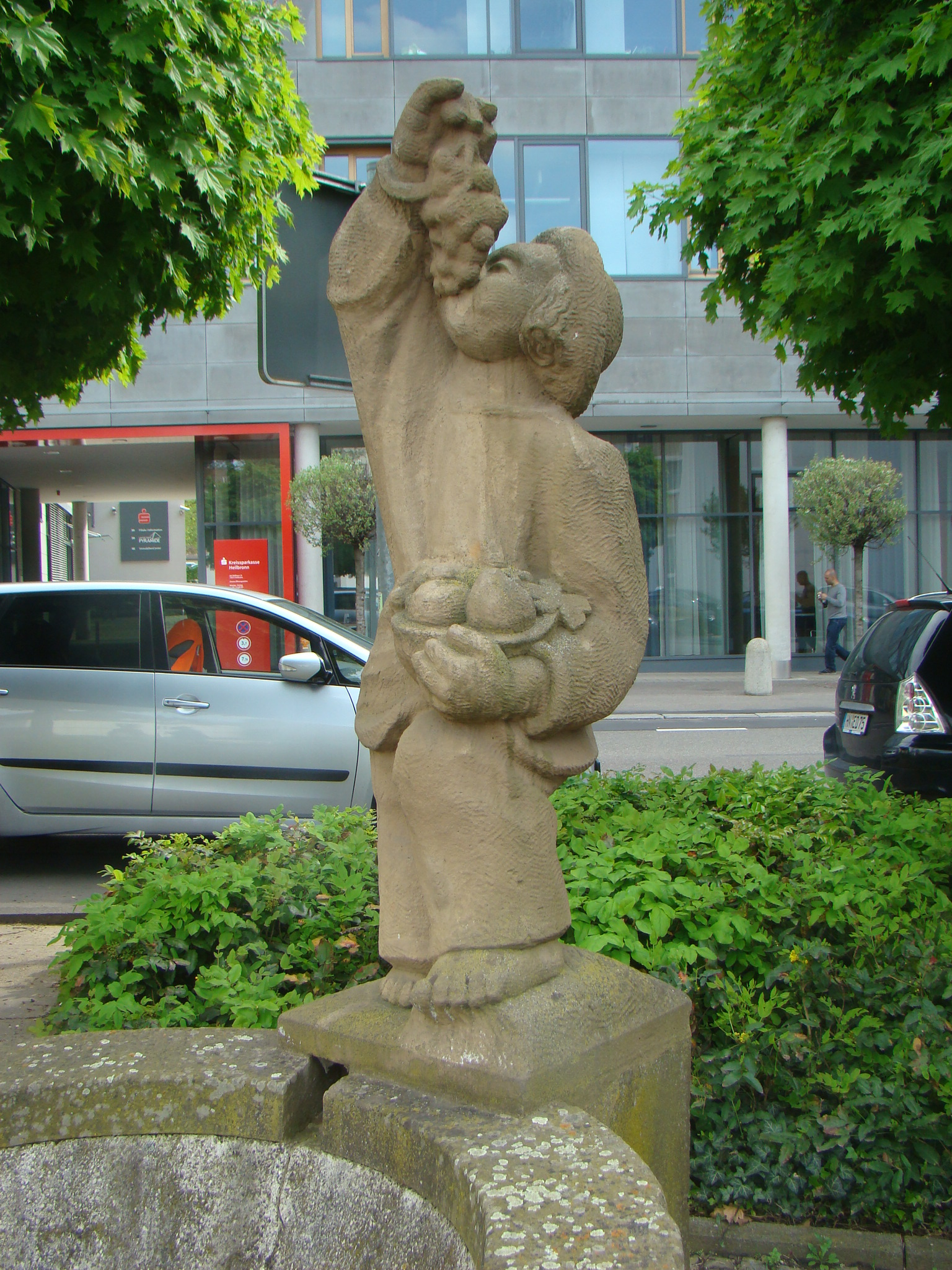
Traubenbrunnen

Maria Fitzen-Wohnsiedler hat 1952 in Heilbronn einen Entwurf für den Traubenbrunnen geliefert, der die 1,2 m hohe Figur eines Knaben („Brunnen-Büble“) zeigt, der mit seiner rechten Hand eine Traube nach oben hält und mit seinem Mund die unterste Weintraube einfängt, um diese zu essen. Im linken Arm hält er eine Obstschale. Die Figur steht auf einer 1,2 m hohen kelchförmigen Brunnenschale. Umgesetzt wurde der Entwurf von Robert Grässle.
Der Brunnen war zwischenzeitlich verwaist und stand ohne traubenessenden Knaben am Uhlandplatz an der Wollhausstraße. Im Rahmen einer Umgestaltung des Uhlandplatzes im Frühjahr 2016 soll der sanierungsbedürftige Traubenesserbrunnen entfernt werden.
Brunnen für das Kurmittelhaus in Bad Wimpfen
Der von ihr für das Kurmittelhaus in Bad Wimpfen gestaltete Brunnen zeigt ein auf dem Boden sitzenden Mädchen, das Wasser aus einem Krug ausgießt. Das Werk besteht aus farbigen Keramikteilen, die in Zement verlegt sind.
Galerie im Café Noller in Heilbronn (1957)
Das Heilbronner Café Noller ließ 1957 seine Galerie im ersten Obergeschoss mit Keramikmosaiken von Maria Fitzen-Wohnsiedler verzieren.
Brunnenanlage der Wartbergschule in Heilbronn (1959)
Neben der Brunnenanlage in der Eingangshalle der Heilbronner Wartbergschule gestaltete sie zusammen mit Peter Jakob Schober auch die Keramikmosaiken sowohl in den Fluren als auch in der Eingangshalle der Schule. Die Wand der Eingangshalle ist in kräftigem Ultramarin-Blau gehalten, darauf sind teils aus goldenen Keramikmosaiksteinen bestehende Wassertiere aufgebracht. Diese Art der spielerischen Motivstreuung kam in den 1950er Jahren in Heilbronn sehr häufig vor.
Der Kunst- und Architekturhistoriker und Leiter der Unteren Denkmalpflegebehörde der Stadt Heilbronn, Joachim J. Hennze, bemerkt: „Besonderen Wert legte man auf die künstlerische Gestaltung: Der zurückhaltenden Farbigkeit in den Klassenzimmern antworten kräftige Wandmalereien und Reliefs in den Fluren. Gestaltet haben sie Maria Fitzen-Wohnsiedler, Peter Jakob Schober und Gottfried Gruner.“
Brunnenschale des Siebenröhrenbrunnens in Heilbronn (1960)
Die Brunnenschale des rekonstruierten historischen Heilbronner Siebenröhrenbrunnens gestaltete sie 1960 mit farbigen Steinen und Kristallen aus.

## Literarische Werke
- Rumänienreise (Gedichte, 1970)
- Kurzgeschichten aus dem alten Heilbronn (1980)
- gesungen und gepfiffen (Gedichte, 1982)
- Seiteindrücke in Versen (Gedichte)
- Originale im Industriezeitalter (Autobiografie)[2]

## Ausstellungsbeteiligungen
- Städtische Museen Heilbronn:

Im Jahr 1958 fertigt Fitzen-Wohnsiedler das 62 × 50 cm große Aquarell Engel in der Großstadt an. Das Gemälde hängt in den städtischen Museen Heilbronn. 1965 kauft die örtliche Kommunalverwaltung sieben Gemälde von Maria. Themen dieser Bilder sind die Nachkriegszeit und Menschen in Not.
- Ausstellung Oktober 1964 in den Räumen der Gärtnerei Klugowski in Flein Ein Experiment:[13]

44 Bilder werden ausgestellt, mit vielen Monotypien. Themen sind die symbolische Wiedergabe menschlichen oder Naturgeschehens.
- Ausstellung Oktober 1966 in den Räumen des Kunsthaus Reim in Heilbronn Neue Aquarelle aus Italien:[14]

In der Mehrheit sind es Aquarelle und aquarellierte Zeichnungen, die das Kunsthaus Reim zeigt.
Ein in der Presse veröffentlichtes Bild zeigt: Mezzogiorno, eine aquarellierte Zeichnung.
Gerhard Binder ergänzt die Vernissage mit einem Lichtbildervortrag und meint: "Bei Maria Fitzen steht der Impuls voran, und ich bin bei ihr durchaus geneigt, das in der Moderne strapazierte Wort vom Es-malt-mich, gelten zu lassen […] Wir sollten die ganze Ausstellung betrachten, wie ein Tagebuch, in dem uns alle Seiten offen stehen, in dem wir ungeniert blättern dürfen. Daß aus diesem Tagebuch gegen geringen Schadenersatz auch einzelne Blätter entnommen werden dürfen, nehmen wir gerne zur Kenntnis."
- Ausstellung 13. September bis 30. September 1971 im Historischen Museum Heilbronn Impressionen aus dem Süden:[15]

Die Gemälde der Ausstellung repräsentieren das Leben in einer Welt voller Farben, Licht und Fröhlichkeit, wie die Kartenlegerin, Notturno, Am Olivenhang und Terrasse in Positano. Kubismus oder Impressionismus meinen Besucher, aber als impressionistischer Expressionismus bezeichnet Maria ihren Malstil. Bei einem Gemälde, das Maria als ihr Lieblingsbild bezeichnet Der Tod des Bajazzo wird ein toter Bajazzo dargestellt. Maria sieht den toten Clown, eine verlachte Figur, als Resultat und Symbol für die menschliche Dekadenz im Umgang miteinander.
- Ausstellung 22. Oktober bis 7. November 1974 im Kunsthaus Paul Reim Heilbronn  Werke aus heiteren Tagen [16]

- Ausstellung 22. Oktober 1974 im Foyer der Heilbronner Harmonie  Skizzen von einer Tunesienreise :[16]

Maria Fitzen-Wohnsiedler beschreibt mit Filzstift und in Farbbildern ihre Eindrücke, die sie während einer neuntägigen Tunesienreise sammeln konnte. Bemerkenswert ihre Zeichnungen von Menschen, die sie in meisterlich knappen Strichen darzustellen weiß. Wichtig ist für Maria die unzerstörte Welt Tunesiens wiederzugeben, eine "letzte Welt ohne Technik".
- Ausstellung 22. Oktober bis 29. Oktober 1974 im Heilbronner Bankverein in der Kaiserstraße Internationale Kompositionen[16]

- Ausstellung 23. Oktober bis 1. November 1976 im evangelischen Gemeindehaus Flein:[17]

Lichterlebnisse aus dem Süden, Frohsinn aber auch Tragik und Zeitsatire sind Themen ihrer Bilder in dieser Ausstellung.
Farbenfrohe Bilder die von Licht und Sonne künden sind Marias Genrebilder, wie die Häklerin, das Frühstück im Hotel.
Tragik und Zeitsatire sind das Motto anderer Bilder von Maria. Bei einem Gemälde, das Maria als ihr Lieblingsbild bezeichnet Der Tod des Bajazzo wird ein toter Bajazzo dargestellt. Trotzdem ist das Bild farbenfroh und hell. Die Tragik so Birgit Wiedman-Kroll, dass dieser Bajazzo tot sei. Der Bajazzo erfülle aber stellvertretend für alle Künstler die Aufgabe, für die Menge zu weinen und zu lachen. Wenn der verlachte Bajazzo jedoch verstorben ist, gäbe es niemanden mehr, der stellvertretend für andere verlacht wird, und es würde das große Weinen beginnen. Von Zeitsatire beherrscht wird ein anderes Gemälde von Maria das Fest der großen Fische. Birgit Wiedmann-Kroll erwähnt in dem Bild Ballerinen, die die „Großkopfeten“ und „Börsenkollegen“ erfreuen, welche von Chauffeuren gefahren werden und „das Geld der Sparer verbrauchen“. Die Lebensspirale beschreibt ein Säugling, der aus dem Kosmos herausgeschleudert wird und die Illusion zeigt eine schöne Insel, die sich jedoch auf den zweiten Blick als Untier herausstellt. Auf dem Bild Herr und Frau Jonas ist ein Menschenpaar zu sehen, das vom Lärm und Leid der Technik bedrängt wird.
Maria malte im Ausland in Öl und mit Aquarellfarben und stellte aus, ausschließlich in Heilbronn. Als Jo Stotz zu ihr sagte, dass "sie wie das Blümlein auf dem Feld gewachsen" sei, erwiderte ihr Maria:

„mag der Same aus Hohenlohe stammen, das Feld wo er aufging war Heilbronn gewesen!“